# Hrabrino, Plovdiv
Hrabrino (în bulgară Храбрино) este un sat în comuna Rodopi, regiunea Plovdiv,  Bulgaria. 

## Demografie
Componența etnică a satului Hrabrino
     Bulgari (95,31%)
     Nicio identificare (4,68%)
     Altele (0%)
La recensământul din 2011, populația satului Hrabrino era de 661 locuitori. Din punct de vedere etnic, majoritatea locuitorilor (95,31%) erau bulgari. Pentru 4,68% din locuitori nu este cunoscută apartenența etnică.